# テリーズ・クロフォード
テリーズ・クロフォード（Therese Crawford、1976年8月26日 - ）は、アメリカ合衆国の元女子バレーボール選手。元アメリカ代表。

## 来歴
ハワイ大学を卒業後、イタリアセリエAのPallavolo Reggio d'Émilieでプレーしていた。
2001年、アメリカ代表に初選出される。同年のワールドグランプリと北中米選手権で金メダルを獲得した。
2003年より日本の日立佐和で2シーズン活躍した。2005年に代表へ復帰し、ワールドグランドチャンピオンズカップ2005、2006年の世界選手権などに出場した。
2007-08シーズンはトルコリーグのフェネルバフチェで、2009-10シーズンにはスイスリーグのVBCチューリッヒでプレーしていた。

## 球歴
- 世界選手権 - 2006年
- グラチャン - 2001年、2005年
- ワールドグランプリ - 2001年、2006年

## 所属クラブ
- Pallavolo Reggio Emilia（2000-2001年）
- モデナ（2001-2002年）
- Jogging Volley Altamura（2002-2003年）
- 日立佐和リヴァーレ（2003-2005年）
- Roma Pallavolo（2005-2006年）
- ディナモ・カザン（2006-2007年）
- フェネルバフチェ（2007-2008年）
- Indias de Mayagüez（2008年）
- USA National Team（2009年）
- VBCチューリッヒ（2009-2010年）